# Termosifón

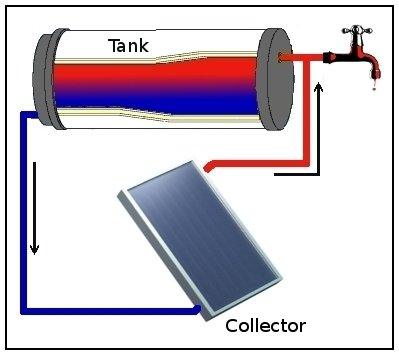
Circulación termosifónica en un circuito con agua a distintas temperaturas

El efecto termosifón, efecto termosifónico o tiro térmico es un fenómeno que se produce en los fluidos cuando se calientan. Al calentarse, las sustancias se dilatan y entonces disminuye su densidad. Si se considera la masa de un fluido, la porción más caliente tiene menos densidad, de modo que asciende (dicho al modo llano, flota) sobre la porción de fluido más fría. Este efecto es el responsable de muchos otros, como el del intercambio de calor por convección. También puede servir para provocar una circulación natural en los ambientes habitados o en redes de tuberías.

## Aplicaciones en la construcción
Tiene aplicaciones en la construcción. Un ejemplo de ello es que en los locales, las capas de aire más calientes están cerca del techo del local, mientras que cerca del suelo están las más frías. Eso quiere decir que en lugares de clima frío, es conveniente que los techos sean relativamente bajos, para acercar el calor a los usuarios, mientras que en los climas cálidos, los techos deben ser altos, para alejar las capas calientes. Por la misma razón, en los lugares fríos conviene ventilar los locales por la parte baja de las ventanas (ventanas de guillotina) mientras que en los cálidos es conveniente hacerlo por la alta (montantes en puertas y ventanas).

## Aplicaciones en las instalaciones
El efecto termosifón se aprovecha para conseguir un modo natural de mover fluidos, por ejemplo, se produce en los humeros o chimeneas; la extracción de humos o gases procedentes de las combustiones se hace porque, al estar calientes, tienen menor densidad que el aire ambiente y suben por los conductos de las mismas, produciendo una depresión en la base de la misma, que consigue arrastrar los gases desde el hogar.
Otra aplicación común de este efecto se produce las primitivas instalaciones de calefacción por radiadores, lo utilizaban para mover el caloportador; era conveniente que la caldera estuviera situada a un nivel más bajo que los radiadores para favorecerlo. Y no es de despreciar que en las calefacciones que actualmente utilizan biomasa, se siguiera usando, puesto que la llama del combustible no se apaga si hay un corte del fluido eléctrico, pero las bombas de recirculación si, de modo que la caldera podría llegar a alcanzar temperaturas peligrosas, lo que podría evitarse favoreciendo el efecto termosifón.

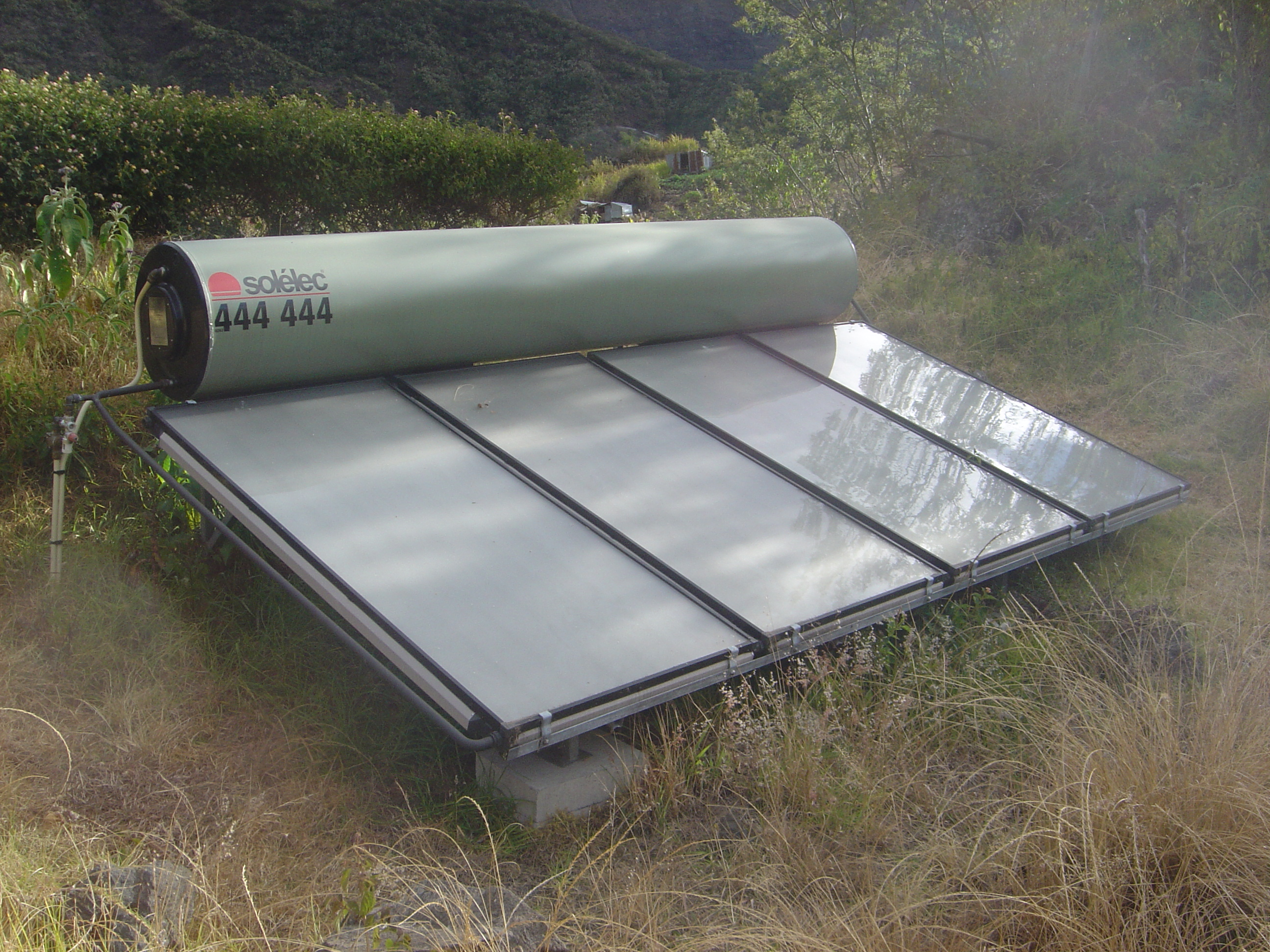
Sistema de calentador solar con termosifón.

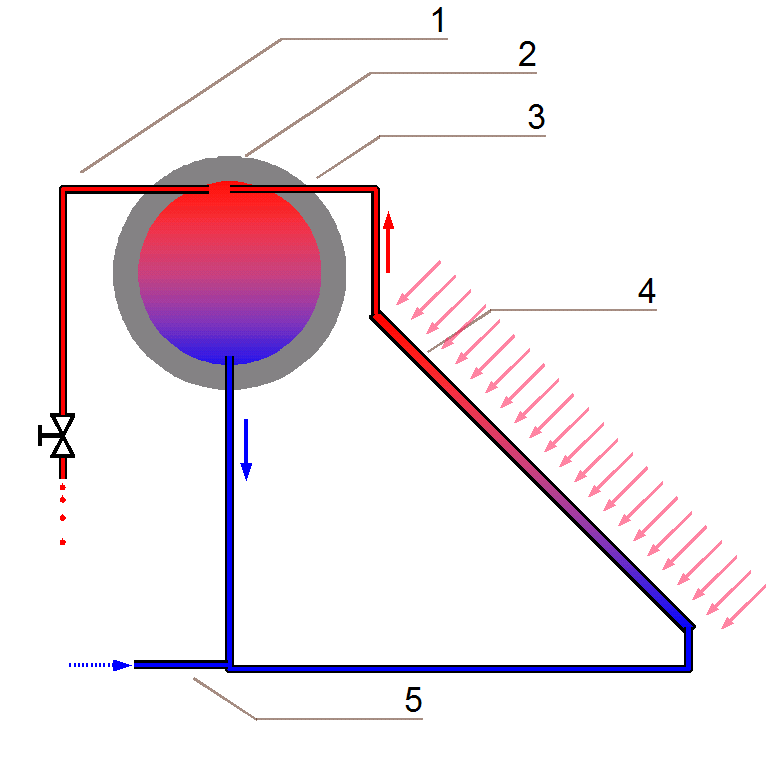
Calentador de agua con termosifón (esquemático):
1: hacia el grifo
2: depósito aislado
3: entrada de agua caliente
4: colector solar plano
5: entrada de agua fresca

Los calentadores solares autónomos funcionan por este mismo efecto: al calentarse el agua en el colector asciende hacia el depósito, situado en su parte más alta. Si el agua del depósito está más fría, desciende por otro conducto a la parte baja del colector.
Los caloductos usan el efecto de termosifón para mover calor desde una fuente de calor hacia un disipador térmico. El líquido que hay dentro de un tubo se calienta en la fuente térmica, se evapora, se desplaza a lo largo del tubo y se condensa al llegar al extremo que está en contacto con el disipador térmico y por lo tanto está más frío, transfiriendo en el proceso el calor al disipador térmico. Debido a que no usan partes móviles, los caloductos se usan mucho para extraer el calor producido por componentes electrónicos ubicados en espacios confinados, como el microprocesador de una computadora portátil, donde no es posible colocar un ventilador grande directamente sobre el componente a enfriar.
- Datos: Q1041738
- Multimedia: Thermosiphons / Q1041738